# Grottlira
Grottlira (Puffinus spelaeus) är en utdöd stormfågel i familjen liror som häckade på Nya Zeeland.

## Utbredning och systematik
Grottliran blev känd 1991 genom subfossil som återfanns i grottor på västra och nordvästra Sydön, Nya Zeeland och beskrevs 1994 av Richard Holdaway och Trevor Worthy. Typlokalen är grottan Te Anan Titi, därav namnet. Benlämningarna är från slutet av pleistocen till sen holocen. Grottliran häckade med säkerhet vid eller nära typlokalen, möjligen på klipphyllor utmed Fox River nära grottan Te Ana Titi, eftersom nästan 10% av benlämningarna är från ungar. DNA-studier visar att den var nära släkt med likaledes nyzeeländska lirorna kaikouralira och nyazeelandlira.

## Utseende och levnadssätt
Grottliran var lik sina närmaste släktingar kaikouralira och nyazeelandlira, men mindre. Vingens proportioner liknar nyazeelandliran snarare än den mer långvingade kaikouraliran, vilket tyder på att grottliran var mer eller mindre en stannfågel. De tre arterna häckade allopatriskt, där grottliran föredrog fuktigare skogar och bergstrakter liksom mer kustnära lokaler. Födan bestod troligen av småfisk och kräftdjur som den fångade i intilliggande Tasmanska havet året runt. 

## Utdöende
Grottliran tros ha dött ut kort efter att människan kom till Nya Zeeland. Den utrotades förmodligen på grund av att polynesisk råtta (Rattus exulans) introducerades till ön av polynesier för mindre än 1000 år sedan. Häckningskolonierna kan också ha överexploaterats direkt av människan.